# Ba Thwin
Ba Thwin [ ?.- …] est un expert birman de Thaing, chef de file du Bando avec Ba Yin dans les années 1930 en Birmanie.